# 公館 (臺中市沙鹿區)
公館，是臺灣臺中市沙鹿區的一個傳統地域名稱，位於該區東北部。相較於今日行政區，其範圍大致包括西勢里東南端、犁分里東北端、公明里、清泉里不含西北端，另外還包括了大雅區六寶里北部凸出部分不含最北端，以及臺中國際機場部分未劃入各里里界區域的南端邊界地帶。
臺中航空站是臺灣中部唯一的國際機場，其第二航厦（國際線）的南側在公館地區西部境內的中航路一段東側。

## 歷史
台灣清治末期，公館地區為一街庄，稱為「公館庄」，隸屬於大肚上堡。該庄北與吳厝庄為鄰，東北一小段與山皮庄為界，東與埔仔墘庄為鄰，南邊為十三藔庄，西南邊為竹林庄，西邊為西勢藔庄。
1901年（日明治三十四年）11月，全台廢縣廳改設二十廳，該庄隸屬於臺中廳。1903年（明治三十六年）6月，該庄編入「公館區」，仍隸屬於臺中廳。1909年（明治四十二年）10月，全台二十廳合併為十二廳，公館區隸屬不變。1920年（大正九年），全台地方制度大改正，該庄改制並雅化為「公館」大字，隸屬於臺中州大甲郡沙鹿庄。1938年，沙鹿庄升格為沙鹿街。
戰後沙鹿街改制為沙鹿鎮，隸屬於臺中縣，大字亦改制為里。1950年10月，中、彰、投分治，沙鹿鎮隸屬不變。2010年12月，隨著臺中縣、市合併為直轄臺中市，沙鹿鎮改制為沙鹿區。

## 聚落
本地區發展較早的聚落為公館（已消失），在日治期初期的官方地圖上已有記載。此外，本地區尚有清泉社區、公明社區、樂群新村社區、頂西勢寮等聚落。

## 交通
臺中航空站是臺灣中部唯一的國際機場，其第二航厦（國際線）的南側在公館地區西部境內的中航路一段東側，該航厦北側及第一航厦則位於西勢寮地區。該機場國內線有3家業者營運，飛航金門、馬公、花蓮、南竿等機場；國外線有4家國內業者及6家國外業者營運，飛航香港、日本、越南、韓國、中國大陸、澳門、泰國等國家與地區的機場。
國道3號又稱「福爾摩沙高速公路」，是貫穿台灣西部的兩條縱向高速公路之一，大致以北北東—南南西轉北北西—南南東走向蜿蜒經過本地區西部邊界外不遠處。其與省道台10線交會處設有沙鹿交流道，由此可快速前往台灣西部各地。
省道台10線（中清路六段～五段）是臺中港至豐原的幹道，大致以西向東轉西北西—東南東走向再轉西向東經過本地區南部。由該道路向西經位於西勢寮的國道3號沙鹿交流道後可前往鹿寮東北部、清水西南端、社口東北部、秀水、大槺榔並止於省道台17線路口，向東可前往大雅、神岡、豐原等地。
省道台10乙線（中航路一段）是清水至西勢寮的幹道，其東南側端點位於本地區西部邊界南側省道台10線路口。由此向北轉北北東出邊界後可前往西勢寮、鹿峰東北端、清水、田寮中部並止於省道台1線路口。
區道中71線（東大路二段）是清泉至普濟寺的道路，其北側端點位於本地區中部偏南的省道台10線路口。由此向南蜿蜒而行，出境後可前往十三寮西部、上橫山西部、下橫山西部並止於台中興農高爾夫球場東側的區道中76線路口。

## 學校
- 公明國小